# Тресонче
Тресонче (мкд. Тресонче) је насељено место у Северној Македонији, у западном делу државе. Тресонче припада општини Маврово и Ростуша.

## Географски положај
Насеље Тресонче је смештено у западном делу Северне Македоније. Од најближег већег града, Дебра, насеље је удаљено 28 km североисточно.
Село Тресонче се налази у области Мала Река на планини Бистра која је део националног парка Маврово. Налази се на приближно 1.030 m надморске висине. Село је разбијеног планинског типа и подељено је на четрнаест махала: Кадиевци, Пешковци, Јодровци, Лековци, Јуруковци, Бошковци, Брадиновци, Врлевци, Екмеџиевци, Крајниковци, Србиновци, Петровци, Тризловци и Кичевци. 
Кроз село пролази Мала или Тресонечка река која је лева притока реке Радике. Село се налази на врло неприступачном и скривеном месту и док српске власти нису направиле пут 1914. године, до села се могло доћи само кирајџиским стазама.
Клима у насељу је планинска.

## Историја
Тресонче (или Тресанче - по српски) се први пут помиње у једном турском попису из 1467. године, и нешто касније у Тахрир дефтеру бр. 4 из 1474–1476. године, где се назива дербенџијским селом. Становници села Тресонче били су Мијаци, чији су основни начини привређивања били печалбарство и сточарство. По српском етно-географу Јовану Цвијићу: "то је област у којој су се православни Срби одржали најдаље на западу". А за локалне Мијаке још додаје: "они предњаче међу другима у околини по поносу и тежњи за самосвојношћу и самосталношћу. Поносе се својим именом, и имају нечега свога својственога. Кротки, тихи, по изгледу смерни давали су доста разумних људи, који су одликовали окретношћу и вештином, и умели да штите интересе свога племена и да га паметно воде."
Село Тресанче је по предању постало када и Галичник. Оно је "збирок", због невољника избеглица са разних страна - Галика, Костурске околине, а има их и са "Дунавских страна". Једно је братство баш из Беле Цркве у Банату. Село су основали и крстили српским именом Мијаци. Ту су се склонили, далеко од очију света нашли уточиште. Становници су били и чувени вредни способни мајстори - печалбари, али и одважни јунаци, и то не само бранитељи већ и хајдуци. Најчувенији мијачки јунак је био Јован Опута сељак овчар из оближњег села Битуше, који је био страх и трепет за Турке, док није убијен 1840. године.
Јуна 1905. године повећа група наоружаних Арнаута из Лузуније, је упала у Тресанче и покупила сву стоку - овце,козе и говеда. Мештани се нису супротставили нити се дали у потеру јер нису имали оружја. Турски војници их нису јурили, па су ови мирно прешли Дрим са пленом. "Ћефалија" из места се жалио дебарском паши, али овај се изговарао да је немоћан.
Тресонче је дало многе зографе, тј. иконописце и фрескописце, од којих је најпознатији Димитар Крстевић звани "Дичо Зограф". Он је само најбољи представник своје породице, чији су се чланови више генерација, бавили иконописом. "Смирени зограф Дичо от Тресонче" је радио (између 1840-1860) у Битуши, Тресончу, Сушици, Рајчици, Св. Јовану Бигорском (1848-1849), Призрену, Приштини, Новом Пазару и Скопљу - цркви Св. Спаса. Поред захтеваних грчким светитеља, мајстори живописа су редовно сликали и српске светитеље - царске и краљевске ктиторе, обележавајући их тако, да се препознају да су српски. Због манастира Бигова ту се и тако чувала српска национална свест, и у највећим искушењима времена.
Мијаци су били и чувени самоуки дрворезбари, који су се учили угледањем на друге. Из тресонечког рода Станишевци су били дуборесци који су између осталог израдили ремек-дело, средишњи дуборез иконостаса у манастиру Високи Дечани. 
Чувени су и Тресонци мајстори неимари: стари - мајстор Мијајло Ђорђевић - Јуруковски и Ђорђе Тримчић, а од међуратних, новијих знало се за Анђелка Дојчиновића у Јагодини, те браћу Бошковић. Молер Серафим Андовић - Јодровски живео је у Софији. "Копаничар" (дрворезбар) Митре Пејковић - Пешковски направио је у селу Ораховини у дрвету, орла како у лету носи јагње, а његово рукодеље је и темпло цркве манастира Св. Јован Бигорски.

## Црква и школа
Православна црква у Тресанчу била је посвећена Св. апостолу Петру и Павлу. Опремању тог храма допринело је београдско "Друштво Св. Саве" током 1888-1889. године. Поклонили су тој српској цркви богослужбене књиге: србљак, требник, псалтир, каноник, пентикостар, октоих, триод, пастирско поученије, православни проповедник. За време рата 1917. године, водио се као нестали, тресаначки поп Арсеније Прадина. Када је путописац Григорије Божовић посетио Тресанче 1929. године, ту су биле две цркве и једна нова школа.
Године 1906. ту се традиционално слави школски празник Савиндан. Служба славска је по први пут служена у цркви јер су је бугарски егзархисти затворили. Чинодејствовао је месни парох архимандрит Т. Брадиноски, а српској школи домаћин славски био је Арсеније Тодоровић. Светосавску беседу је пред много гостију са стране изговорио учитељ Сотир Ђорђевић. Исте године већ у марту решено је црквено питање, када је турски чиновник из Дебра прочитао мештанима царско наређење. По султановој вољи нова црква Св. Николе уступа се Србима, а кључ црквени је добио српски епитроп. Већ сутрадан 29. марта српски парох, поп Арсо Трепевић је у храму одржао благодарење.
У међуратном периоду учитељи у месној основној школи били су: Крста Мирковић (1930-; 1932-1938), Јовановић Бранислав (-1935), Мојсић Ђорђе (-1935), Петар Тренић (1935-1938) итд. Године 1938. приредили су у Тресанчу, позоришну представу под називом "Први српски устанак". Све су организовали и водили учитељи Крста Мирковић и Петар Тренић, а школска деца и сеоска омладина били су протагонисти тог атрактивног комада.
Данило Јовановић инжењер из Скопља основао је бесплатно читаонице у много села, па тако и у Тресанчу 1925. године.
Од образованих људи познати су Тресанчани: Јосиф Михајловић председник општине Скопље, др Цветко Ђорђевић и књижевник Тома Смиљанић.
У месту је живео стари учитељ Сотир Ђорђевић, за кога се каже да је био "национални радник и мученик народни". Он је први основао нову српску савремену основну школу у селу, након "лажног" Илинданског устанка. Та школа је иначе радила у његовој огромној кући. Он је током Првог светског рата учествовао у српској војсци, а 1917. године припадао му је новац као тамошњем учитељу. Постављен је са места учитеља у Тресанчу, почетком 1926. године за Среског школског надзорника у Галичком срезу. Одликован је за заслуге као пензионер у Тресанчу 1939. године, орденом Југословенске круне V реда.
Имао је Сотир проблема са бугарским владиком Козмом, са обесним турским беговима и окрутним царским низамом по касарнама, јер је био "вођ и заступник у свим царским и сеоским пословма" свог села. Он се за све питао јер је имао увек код себе од стране турске државе издато пуномоћје. Ђорђевић се борио од 1897. године са бугарским Егзархистима, који су покушавали да преузму насилно оближњи Бигорски манастир. Са Галичанацом Лазаром Цубаљевићем буквално су телима бранили манастирски поредак.

## Становништво
По попису становништва из 2002. године Тресонче је имало 8 становника.
Претежно становништво у насељу су етнички Македонци (100%).
Већинска вероисповест у насељу је православље.

## Значајне личности
- Димитар Крстевић, Дичо Зограф (1819-1872) - иконописац
- Јосиф Михајловић-Јуруковски (1887-1941) - архитекта, српски добровољац у ратовима од 1912-1918, градоначелник Скопља
- проф. др Тома Смиљанић-Брадина (1888-1968) - етнолог који је докторирао на Сорбони, члан САНУ, књижевник
- Коле Чашуле (1921-2009) - писац и публициста, члан МАНУ
- проф. др Данчо Зографски (1920-1997) - економиста, члан МАНУ